# Кеферинг
Кеферинг (њем. Köfering) општина је у њемачкој савезној држави Баварска. Једно је од 41 општинског средишта округа Регенсбург. Према процјени из 2010. у општини је живјело 2.334 становника. Посједује регионалну шифру (AGS) 9375161.

## Географски и демографски подаци
Кеферинг се налази у савезној држави Баварска у округу Регенсбург. Општина се налази на надморској висини од 343 метра. Површина општине износи 5,3 km². У самом мјесту је, према процјени из 2010. године, живјело 2.334 становника. Просјечна густина становништва износи 442 становника/km².